# Li Hongli
Li Hongli (李宏利S, Lǐ HónglìP; 26 ottobre 1980) è un sollevatore cinese.

## Palmarès
Olimpiadi
- 1 medaglia:
  - 1 argento (77 kg a Pechino 2008).

Mondiali
- 4 medaglie:
  - 1 oro (77 kg a Doha 2005)
  - 1 argento (77 kg a Santo Domingo 2006)
  - 2 bronzi (77 kg a Vancouver 2003, 77 kg a Chiang Mai 2007).